# Parc naturel régional des Volcans d'Auvergne
Parc naturel régional des volcans d'Auvergne (dansk: Den regionale naturpark Auvergens vulkaner) er en fransk nationalpark beliggende i regionen Auvergne-Rhône-Alpes midt inde i Massif Central.
Parken er skabt den 25. oktober 1977 og omfatter 389.733 ha, hvilket gør den til den største regionale naturpark i France métropolitaine.
Den omfatter de fire vulkanske områder:
- Monts Dômes
- Monts Dore
- Cézallier
- Monts du Cantal

Parken administreres fra et kontor i Montlosier, der også rummer et besøgscenter, der inkluderer et geologisk museum, med særligt fokus på vulkanologi
I parken er der anlagt omkring 680 km langrendsløjper i områderne omkring Sancy og Cantal.